# مخیلی
مخیلی (به عربی: المخيلي) یک روستای کوچک در لیبی است که در استان درنه واقع شده‌است. این روستا تقریباً در ۲۷۴ کیلومتری (۱۷۰ مایلی) شرق بنغازی قرار دارد.